# Óblast de Transbaikalia
El óblast de Transbaikalia (Забайкальская область) era una división administrativa del Imperio ruso ubicada en Siberia oriental, al este del lago Baikal, con capital en la ciudad de Chitá. Creada en 1851, el óblast se convirtió en una gobernación en 1922.

## Geografía
El óblast de Transbaikalia limitaba al sur y suroeste por el Imperio chino, al oeste y al noroeste por la gobernación de Irkutsk, al noreste por la óblast de Yakutsk y al este por la óblast de Amur.
El territorio del óblast de Transbaikalia actualmente está repartido entre la República de Buriatia y el krai de Transbaikalia.

## Subdivisions administrativas
Al principio del siglo XX el óblast de Transbaikalia estaba dividido en ocho uyezds: Akcha, Bargouzine, Verjneúdinsk, Nérchinsk, Nerchinski Zavod, Selenginsk, Troitskosavsk y Chitá.

## Población
En 1897 la población de la óblast era de 672 037 habitantes, de los cuales 65,1% eran rusos y 26,7% de buriatos.